# Andreï Lavrov
Pour les articles homonymes, voir Lavrov.

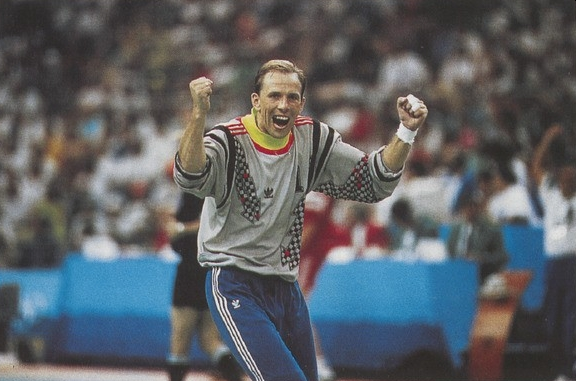
Lavrov lors des Jeux olympiques de 1992.

Andreï Ivanovitch Lavrov (en russe : Андрей Иванович Лавров), né le 26 mars 1962 à Krasnodar, est un joueur de handball soviétique puis russe. Seul triple champion olympique de handball jusqu'en 2021, il est considéré comme l'un des meilleurs gardiens de buts de tous les temps.

## Biographie

### Parcours en club
Andreï Lavrov commence le handball dès l'âge de 10 ans au SKIF Krasnodar, devenant membre de l'équipe première en 1978, âgé de 16 ans à peine. Avec Krasnodar, il remporte la coupe de l'IHF (C3) en 1990, ainsi que le championnat d'championnat d'URSS en 1991 puis le championnat de la CEI en 1992. Il remporte également six Coupe d'URSS/CEI consécutives entre 1987 et 1992.
Au cours de l'été 1992 et des Jeux olympiques de Barcelone, les athlètes de la CEI ont concouru en tant qu'Équipe unifiée. Depuis lors, les anciens états membres ont participé aux compétitions internationales sous leurs bannières respectives et permis à leurs sportifs d'obtenir des contrats professionnels à l'étranger. Lavrov faisant alors le choix de l'Allemagne et rejoint le club de deuxième division du TuS 04 Dansenberg.
Il s'engage en 1993 en France avec le CSM Livry-Gargan avec lequel il dispute la finale de la coupe de France 1994. Il s'engage la saison suivante avec l'US Ivry avec lequel il dispute à nouveau la finale de la coupe de France 1996 mais remporte cette fois la compétition.
En 1996, il quitte la France pour retourner en Allemagne, championnat plus rémunérateur, en s'engageant avec son coéquipier Philippe Schaaf pour le TV Niederwürzbach. Le club étant situé à proximité de la frontière française, Lavrov réside alors en Lorraine. Il y passe trois saisons et dispute une finale de coupe d'Allemagne en 1998, perdue face au THW Kiel. En 1999, après la relégation du club en championnat amateur à la suite de problèmes financiers, il quitte Niederwürzbach.
Lavrov s'engage alors avec le club croate du Badel Zagreb. En Croatie, il étoffe son palmarès de club avec deux titres de champion en 2000 et 2001 et une coupe. En proie à des difficultés financières, le Badel Zagreb ne le paye plus et il quitte le club en février 2001,.
Il revient alors temporairement garder les buts de Niederwürzbach (qui n'évolue plus qu'au niveau régional) pour se rapprocher de sa famille restée à Forbach, en Moselle, puis signe en mars 2001 pour le TuS Nettelstedt à compter de la saison suivante,, malgré le risque que le club soit relégué en championnat d'Allemagne de deuxième division. C'est effectivement le cas, mais Nettelstedt est champion de 2.Bundesliga en 2002 et retrouve l'élite... pour une saison seulement. Il se retrouve alors sans club à l'été 2003, ce qui ne l'empêche d'être le titulaire de la Russie au championnat d'Europe 2004,. En mars 2004, il signe au SG Kronau-Östringen, sans pouvoir empêcher la relégation du club au terme des barrages... Pour sa dernière saison avec le Melsungen Böddiger, il évolue une nouvelle fois en 2.Bundesliga qu'il remporte.

### Parcours en équipe nationale
Il est le premier triple champion olympique de handball et un des quatre handballeurs, avec la sud-coréenne Oh Seong-ok et les français Nikola Karabatic et Michaël Guigou, à avoir participé à cinq Jeux olympiques. De plus, il a réussi cette performance sous trois drapeaux différents : performance également unique pour un athlète. Il a connu le maillot de l'Union soviétique en 1988, puis de l'Équipe unifiée en 1992, et enfin de la Russie en 2000, année où il a été choisi comme porte-drapeau de sa délégation à la cérémonie d'ouverture. En plus des trois titres olympique, il remporte à 42 ans la médaille de bronze aux Jeux olympiques de 2004.
Il compte également à son palmarès deux titres mondiaux en 1993 et en 1997, échouant en finale à deux reprises en championnat du monde 1990 et championnat du monde 1999. Sur la scène européenne, il remporte l'Euro 1996 deux ans après avoir glané l'argent lors de la première édition.

### Distinctions
De nombreuses distinctions ont honoré la carrière de Lavrov. Il n'a toutefois été élu qu'à deux reprises meilleur gardien de but d'une compétition internationale : aux Jeux olympiques de 1992 puis au Championnat du monde 1999.
En 2000, il est distingué par l'IHF comme le 3e meilleur handballeur du XXe siècle derrière Magnus Wislander et Talant Dujshebaev. En 2001, la Fédération russe le désigne « joueur de handball russe du siècle » dans son pays. En 2010, il est élu par l'IHF 2e meilleur gardien de tous les temps derrière Thierry Omeyer.
À compter de juin 2005, il devient représentant au sein du Conseil de la fédération de l'Assemblée fédérale de la Douma régionale de Riazan, et membre du Comité du conseil de la fédération de Russie au budget, ainsi que vice-président de la Commission du conseil de la fédération de Russie à la jeunesse et aux sports.
Marié, il est père de deux enfants.

## Palmarès

### Équipe nationale
Les résultats d'Andreï Lavrov en équipe nationale nationale sont :
- 5 participations aux Jeux olympiques
  -  médaille d'or aux Jeux olympiques de 1988 à Séoul,  Corée du Sud
  -  médaille d'or aux Jeux olympiques de 1992 à Barcelone,  Espagne
  - 5e place aux Jeux olympiques de 1996 à Atlanta,  États-Unis
  -  médaille d'or aux Jeux olympiques de 2000 à Sydney,  Australie
  -  médaille de bronze aux Jeux olympiques de 2004 à Athènes,  Grèce
- 7 participations aux Championnats du monde :
  -  finaliste du championnat du monde 1990
  -  vainqueur du championnat du monde 1993
  - 5e place au championnat du monde 1995
  -  vainqueur du championnat du monde 1997
  -  finaliste du championnat du monde 1999
  - 6e place au championnat du monde 2001
  - 5e place au championnat du monde 2003
- 4 participations aux Championnats d'Europe :
  -  finaliste du championnat d'Europe 1994
  -  vainqueur du championnat d'Europe 1996
  - 4e place au championnat d'Europe 1998
  -  finaliste du championnat d'Europe 2000
  - 5e place au championnat d'Europe 2004[16]
- autres compétitions :
  -  vainqueur des Goodwill Games de 1990
  -  finaliste des Goodwill Games de 1994

### Clubs
compétitions internationales
- Coupe de l'IHF (C3)
  - vainqueur (1) : 1990 (avec SKIF Krasnodar)

compétitions nationales
- Championnat d'URSS/CEI (avec SKIF Krasnodar)
  - vainqueur (2) : en 1991 et 1992
  - troisième (3) : 1988, 1989 et 1990
- Coupe d'URSS/CEI
  - Vainqueur (6) : 1987, 1988, 1989, 1990, 1991, 1992
- Championnat de France
  - troisième (1) : 1995 (avec US Ivry)
- Coupe de France :
  - vainqueur (1) : 1996 (avec US Ivry)
  - finaliste (1) : 1994 (avec Livry-Gargan)
- Championnat de Croatie
  - vainqueur (2) : 2000 et 2001 (avec Badel Zagreb)
- Coupe de Croatie
  - vainqueur (1) : 2001 (avec Badel Zagreb)
- 2.Bundesliga
  - vainqueur (2) : 2002 et 2005

### Distinctions individuelles en handball

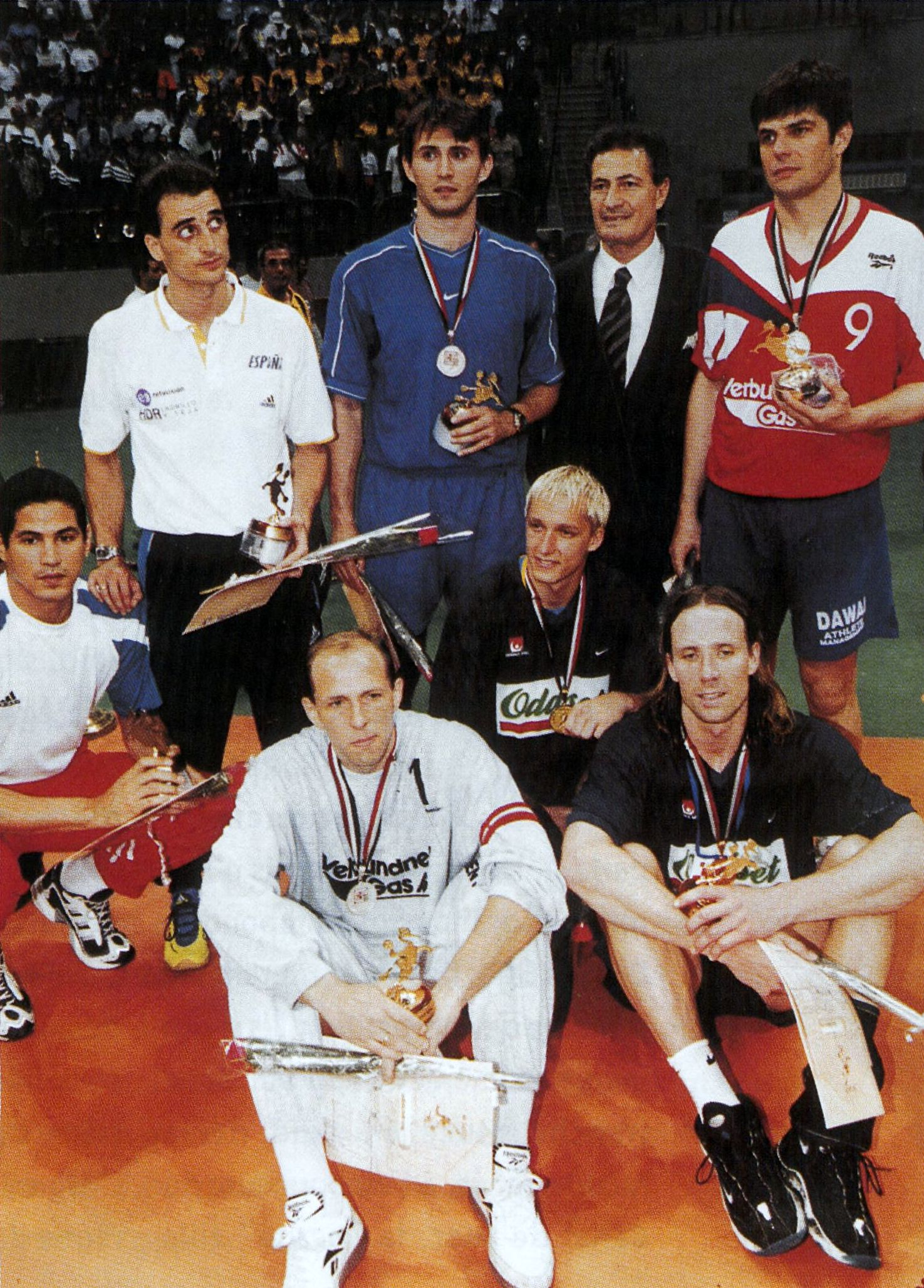
Lavrov, assis au centre-gauche, parmi l'équipe-type du Mondial 1999.

- élu 3e meilleur handballeur du XXe siècle[18]
- élu 2e meilleur gardien de tous les temps par un vote de fans en 2010[20], derrière Thierry Omeyer
- nommé à l'élection du meilleur handballeur mondial de l'année en 2000 (2e) et en 1999 (5e)
- élu meilleur gardien de but des Jeux olympiques en 1988 et 1992 et du Championnat du monde 1999
- Meilleur gardien de but (en nombre d'arrêts) aux Jeux olympiques de 2000 et au Championnat du monde 2003
- élu en 2001 meilleur handballeur russe du XXe siècle[19]

### Distinctions honorifiques
- Ordre de l'honneur (URSS) : 1989 ;
- Ordre de l'Honneur (Russie) : 1998 (31 août) ;
- porte-drapeau de la Russie aux Jeux olympiques d'été de 2000 ;
- Ordre du mérite en Russie (4e degré) : 2001 (9 juin) ;
- Citoyen d'honneur de la ville de Krasnodar : 2003 ;
- Médaille de héros du travail de Kouban (territoire de Krasnodar) : 2005 (février).